# Wipfra
Wipfra ist ein Ortsteil der Stadt Arnstadt im zentralen Ilm-Kreis in Thüringen.

## Geografie
Wipfra liegt in der Mitte des Ilm-Kreises, jeweils etwa zehn Kilometer von Arnstadt im Norden und Ilmenau im Süden entfernt. Das Dorf liegt an der Wipfra, in die hier noch die von Westen kommende Prolle einmündet. Wipfra ist der Mittelpunkt einer relativ ebenen Fläche, die teils ackerbaulich genutzt wird und teils mit Kiefern bewaldet ist. Begrenzt wird dieses Gebiet von den Reinsbergen im Westen und Norden, vom Willinger Berg und dem Sandberg im Osten sowie der Talsperre Heyda im Süden. Nachbarorte sind Schmerfeld im Westen, Kettmannshausen im Norden und Neuroda im Osten.

## Geschichte

### Von der Ersterwähnung bis zur Gegenwart
Erstmals urkundlich erwähnt wurde Wipfra im Jahr 1348. Am nördlichen Ortsrand von Wipfra rechts des Weges nach Reinsfeld stand die Burg Wipfra. Die Grafen von Schwarzburg waren die Besitzer. Sie mussten die Burg für die Stadt Erfurt offen halten. Die Burgstelle ist noch als flacher Ruinenhügel mit Resten des Grabens zu erkennen.
Im Jahr 1731 gelangte das Dorf gemeinsam mit dem Nachbarort Schmerfeld an das Amt Ilmenau, welches bis 1920 zu Sachsen-Weimar-Eisenach gehörte. Deshalb bereiste der Weimarer Minister Johann Wolfgang von Goethe im Jahr 1785 die Gegend, wobei er ihre landschaftliche Schönheit und ihren Wohlstand lobte. Im Jahr 1922 wurde das Dorf als Gemeinde dem Landkreis Arnstadt angegliedert. Zwischen 1952 und 1994 gehörte es dann zum Kreis Arnstadt im Bezirk Erfurt und seit 1994 zum Ilm-Kreis. Im selben Jahr wurde die Gemeinde Wipfratal gebildet, der sich das Dorf anschloss. Am 1. Januar 2019 wurde Wipfratal nach Arnstadt eingemeindet.

### Einwohnerentwicklung
| Jahreszahl | Einwohner |
| ---------- | --------- |
| 1804       | 181       |
| 1910       | 170       |
| 1933       | 160       |
| 1939       | 172       |
| 2004       | 186       |
| 2021       | 155       |

## Politik
Die Arnstädter Ortsteile Kettmannshausen, Neuroda, Reinsfeld, Schmerfeld und Wipfra haben eine gemeinsame Ortsteilverfassung gemäß § 45 Thüringer Kommunalordnung, sodass für alle fünf Ortsteile ein gemeinsamer Ortsteilbürgermeister und Ortsteilrat zuständig ist.
Der ehrenamtliche Ortsteilbürgermeister ist seit 2019 Dietmar Krause, er wurde zuletzt bei den Kommunalwahlen in Thüringen am 26. Mai 2024 im Amt bestätigt. Zusammen mit sechs weiteren Mitgliedern bildet Krause den Ortsteilrat.

## Sehenswürdigkeiten

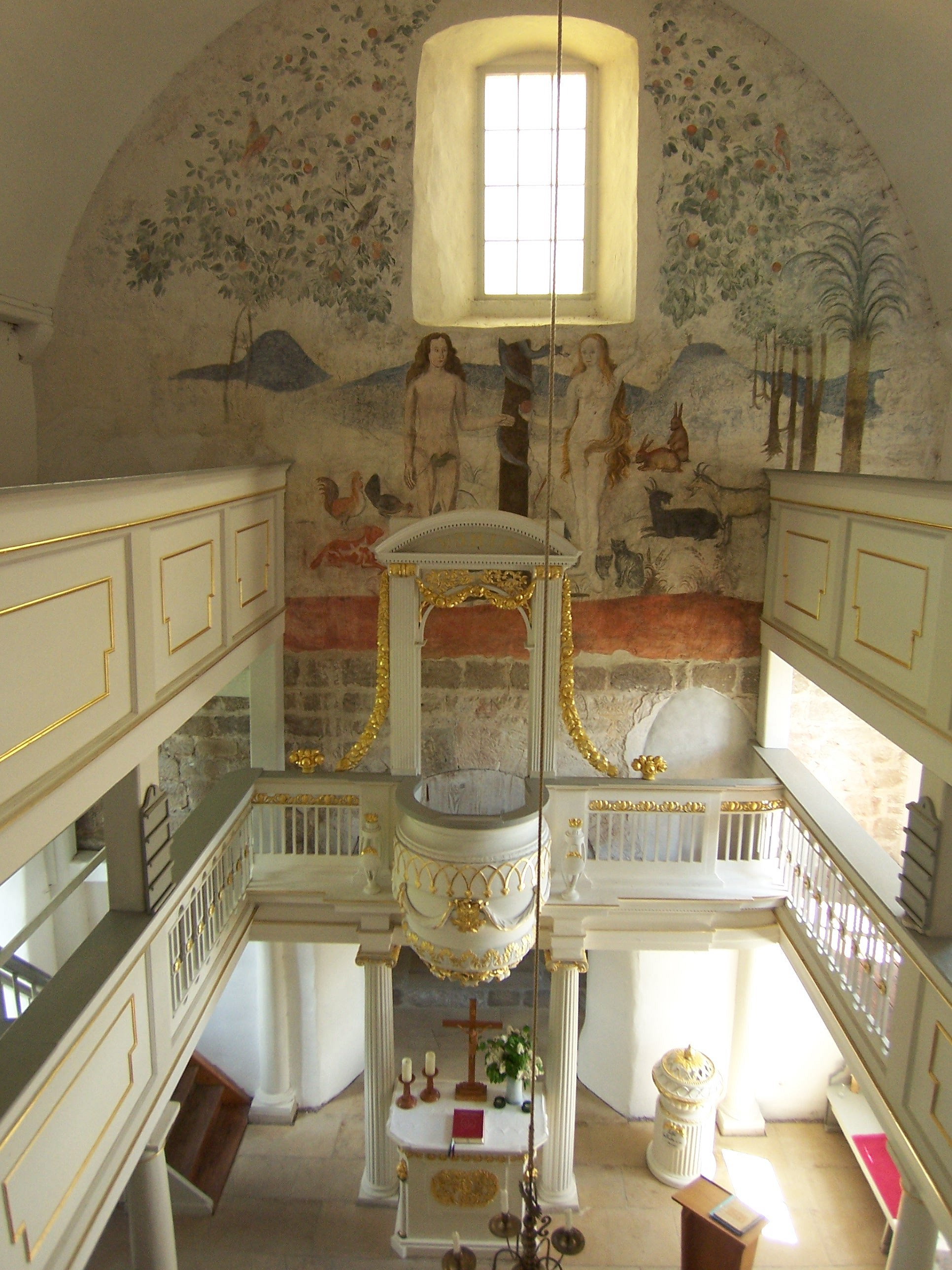
Innenansicht der Wehrkirche Wipfra

Sehenswert ist die Wehrkirche des Dorfes, die aus dem 12. Jahrhundert stammt und teils noch romanische Züge trägt. Sie steht auf einem Hügel in der Ortsmitte und ist von einer drei Meter hohen Mauer umgeben. Am 25. Juli 1685 spielte Heinrich Bach auf der Orgel der Kirche. In der Kirche befindet sich auch eine seltene, lebensgroße Wandmalerei von „Adam und Eva im Paradies“. Des Weiteren gibt es in der Kirche ein Taufbecken von 1596 und eine Glocke von 1682. Nach dreijähriger Sanierung konnte die Kirche 2004 wieder eingeweiht werden. Sie untersteht dem Kirchspiel Neuroda und ist evangelisch.

## Wirtschaft und Verkehr
Wipfra ist ein landwirtschaftlich geprägtes Dorf. Viele Einwohner arbeiten in den nahe gelegenen Städten Ilmenau, Arnstadt und Stadtilm.
Straßen verbinden Wipfra mit Ilmenau (über Schmerfeld), Arnstadt (über Kettmannshausen), Stadtilm (über Neuroda) und mit Kettmannshausen. An den ÖPNV ist das Dorf über die Buslinie 355 nach Arnstadt und Dörnfeld an der Ilm angebunden. Etwa zwei Kilometer östlich des Dorfes verlaufen die Bundesautobahn 71 und die Schnellfahrstrecke Nürnberg–Erfurt mit dem Tunnel Sandberg.